# Mahaleb

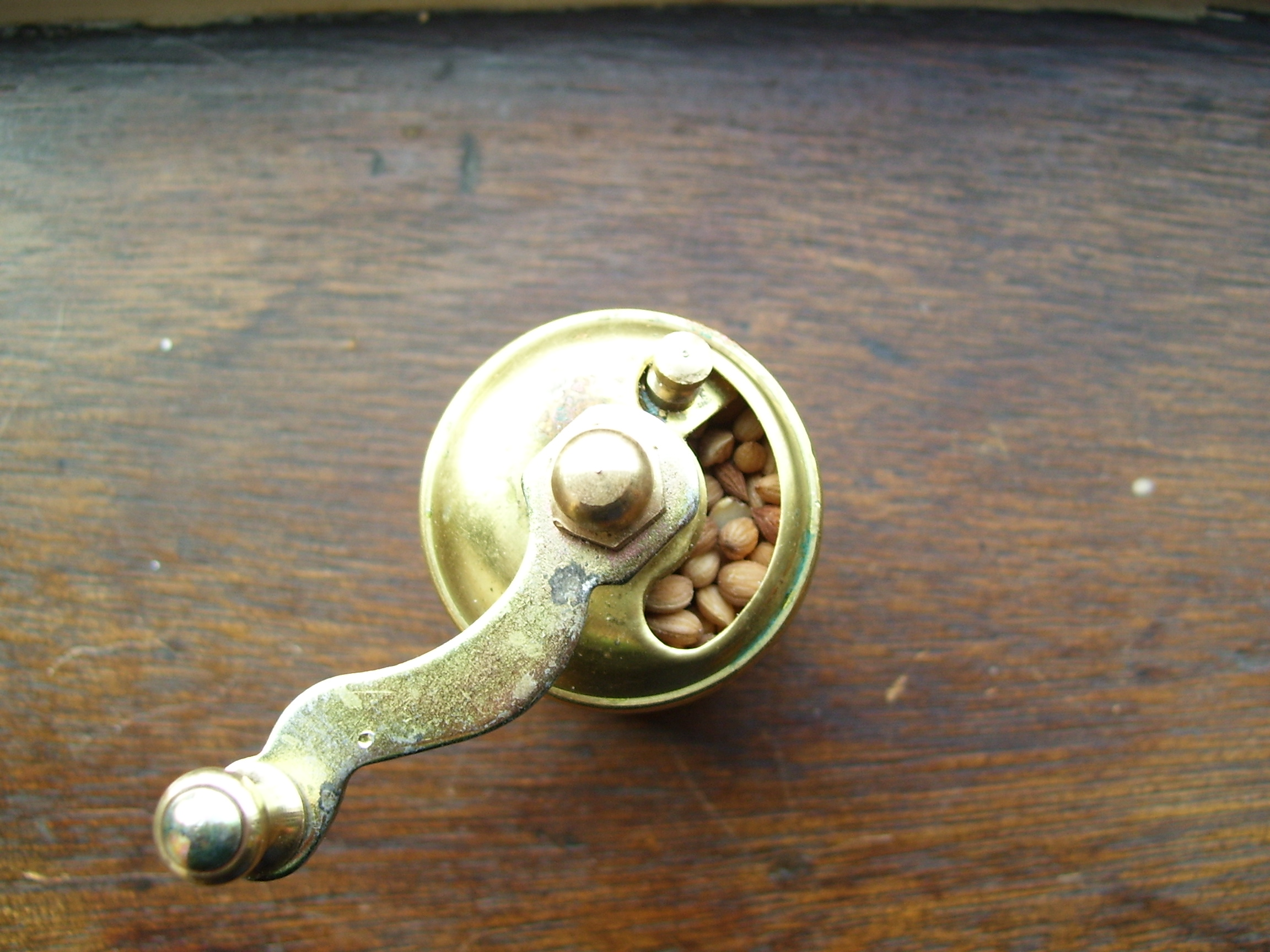
Un moulin à noyaux.

Le mahaleb (emprunt à l'arabe mahlab محلب, de même que le grec moderne μαχλέπι / mahlépi), est une épice aromatique tirée du noyau de la cerise noire du bois de Sainte Lucie (Prunus mahaleb ou Cerasus mahaleb).
Cette épice est utilisée depuis des siècles au Moyen-Orient et dans les régions alentour (particulièrement en Turquie, au Liban, en Syrie, en Arménie, en Iran et traditionnellement en Grèce) en tant qu'élément doux-amer. D'un goût s'apparentant à celui d'un mélange d'amande amère, et de cerise (rappelant également la fleur d'oranger), le mahaleb est ajouté au pain, fromage, crèmes, gâteaux et biscuits.
Dans les pays du Proche-Orient où existent des traditions chrétiennes de rite orthodoxe (Liban, Syrie, Arménie, Grèce et Turquie), cette épice entre dans la recette des brioches de Pâques, les tsouréki, qui comportement généralement un œuf peint en leur milieu.
Aux États-Unis, c'est une épice employée pour les gâteaux des fêtes gréco-américaines et recettes de pâtisserie. Du fait du renouveau de l'intérêt pour la cuisine méditerranéenne, on en fait de nouveau mention dans de nombreux livres de cuisine.